# Concerto số 1 cho piano (Chopin)

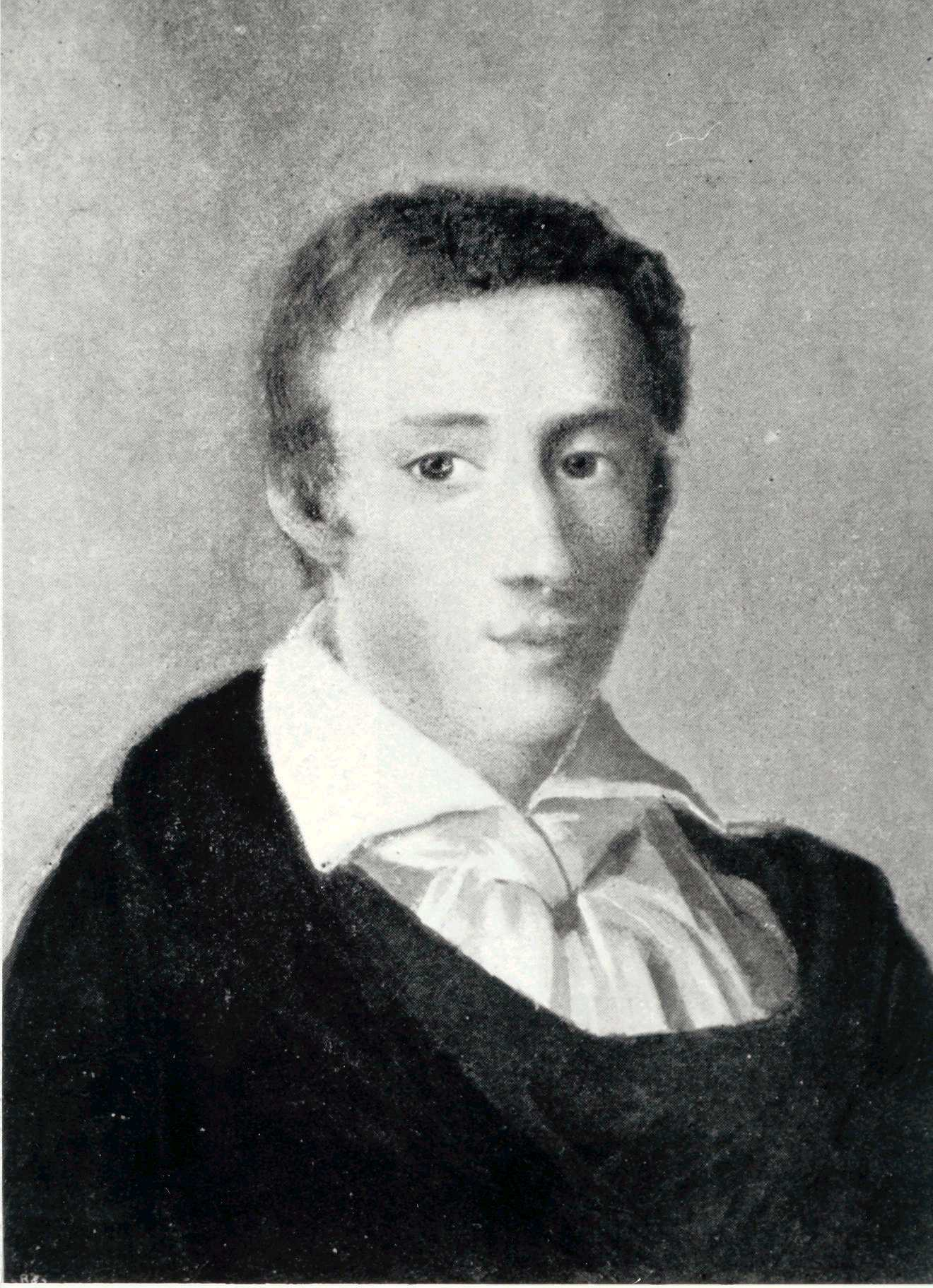
Chân dung Chopin do Ambroży Mieroszewski vẽ năm 1829.

Concerto số 1 cung Mi thứ, Op. 11 là bản nhạc cho dương cầm hòa tấu với dàn nhạc do Frédéric Chopin biên soạn năm 1830, khi mới hai mươi tuổi. Tác phẩm đã được biểu diễn lần đầu tiên ngày 11 tháng 10 ngay năm đó, tại Teatr Narodowy Warsaw (Nhà hát quốc gia Vacxava) ở Ba Lan, do chính tác giả độc tấu dương cầm.
Trong 244 nhạc phẩm của Chopin đã được thống kê, nhạc phẩm này rất nổi tiếng vì là một trong những kiệt tác của ông hồi còn rất trẻ - đã được đánh giá là "Mozart thứ hai"  - đồng thời còn được xem là nhạc phẩm "chia tay" của ông trước khi rời quê hương Ba Lan. Vẻ đẹp của nhạc phẩm này đã quyến rũ rất nhiều người yêu thích âm nhạc thuộc nhiều thế hệ, hầu hết các nghệ sĩ dương cầm nổi tiếng Thế giới đều chọn tác phẩm này để biểu diễn.
Để biểu diễn nhạc phẩm này, ngoài dương cầm, cần dàn nhạc gồm:
- 2 sáo flute
- 2 kèn ô-boa
- 2 kèn cla-ri-nét
- 2 kèn pha-ngốt
- 4 kèn cor
- 2 kèn trôm-pét
- 1 kèn t'rôngbôn
- 1 trống định âm và
- bộ dây đầy đủ (nhiều nhất có thể tới 16 vĩ cầm I, 14 vĩ cầm II, 12 viola, 10 cello và 8 contrebasse).

Toàn bộ tác phẩm được biểu diễn trong khoảng từ 40 đến 45 phút (tùy nhạc trưởng, nghệ sĩ dương cầm và thời gian nghỉ giữa các chương).
Đặc trưng của tác phẩm là:
| Thể loại          | Nhạc hoà tấu (concerto)                                                                         |
| Giọng             | Mi thứ (E minor)                                                                                |
| Nhạc cụ           | Dương cầm và dàn nhạc giao hưởng (piano and orchestra)                                          |
| Năm hoàn thành    | 1830                                                                                            |
| Ngày ra mắt       | Ngày 11 tháng 10 năm 1830                                                                       |
| Tác phẩm tặng cho | Friederich Kalkbrenner                                                                          |
| Số tác phẩm       | Op. 11                                                                                          |
| Bản thảo gốc      | Piano Concerto in E minor, Op. 11 - H. Wertitsch - Lưu giữ tại Vienna, Austria                  |
| Xuất bản lần 1    | Tên: "Concerto Pour Le Piano avec accompagnement d'Orchestre, Op. 11" - France - M. Schlesinger |

## Lược sử
- Chopin (1810 - 1849) có tên khai sinh ở Ba Lan là Fryderyk Franciszek Szopen (đọc là "sô-pen").[8] Mặc dù sinh ra, được giáo dục và sống ở Ba Lan suốt nửa đầu cuộc đời, nhưng Chopin đã sống lưu vong ở Paris trong nửa đời còn lại và mất tại đây dưới tên bằng tiếng Pháp là Frédéric Chopin (đọc là "sô-panh"). Nhiều nhà viết lịch sử nhạc cổ điển cho rằng: Để học tập âm nhạc tốt hơn, cha mẹ Chopin đã tìm đủ tiền để gửi con đến Viên, thủ đô âm nhạc châu Âu thời đó, bắt đầu từ năm 1828, rồi trở lại Ba Lan vài lần. Sau đó, cuộc nổi dậy của người Ba Lan chống lại sự cai trị của Nga kết hợp với tình trạng rối loạn của nhiều nước châu Âu, khiến Chopin ở lại Viên gần một năm, rồi quyết định sang Pháp. Ngay sau khi đặt chân đến Paris, lúc bấy giờ là trung tâm của văn hóa châu Âu và giữa phong trào Lãng mạn mới nở rộ, Chopin nhận ra  môi trường mà mình cần. Quan hệ với các nhà soạn nhạc trẻ như Franz Liszt (1811 - 1886), Hector Berlioz (1803 - 1869), Vincenzo Bellini (1801 - 1835) và Felix Mendelssohn (1809 - 1847) đã giúp Chopin nhận tra rằng mình có thể sống ổn định ở đó, với công việc giảng dạy, sáng tác và biểu diễn.[9] Vì lí do này, Chopin đã coi buổi ra mắt bản hòa tấu piano concerto số 1 này của mình như là lời giã từ quê hương.[10]
- Trong thực tế sáng tác của Chopin, bản hòa tấu piano concerto số 2 của ông đã được viết xong trước bản hòa tấu piano concerto số 1 này, nhưng lại được xuất bản sau. Do đó, các nhà chuyên nghiên cứu về những tác phẩm của ông đã thống nhất gọi là bản số 1 với số thứ tự là tác phẩm thứ 11; còn bản ra đời trước lại là  bản số 2 với số thứ tự là tác phẩm thứ 21. Trong hơn 240 nhạc phẩm của mình, Chopin chỉ có hai bản concerto này, đều sáng tác lúc còn là sinh viên 20 tuổi, sáng tác cách nhau chỉ vài tháng.[10]

Nhà hát mà Chopin đã biểu diễn nhạc phẩm này vào ngày 11 tháng 10 năm 1830.

- Hầu hết sáng tác của Chopin là dành cho độc tấu dương cầm, không có giao hưởng hoặc hòa tấu nào khác, nhưng hai bản hòa tấu này đã chứng minh Chopin  rất thạo và đã thành công trong việc sáng tác cho dàn nhạc.[11] Cả hai bản hòa tấu này làm người nghe như thấy được đôi mắt mơ màng của một Chopin huyền thoại lãng mạn, một nhà thơ tinh tế và trữ tình, với tiếng vĩ cầm tắt dần và âm thanh bassoon nổi lên là “của một nhân vật lãng mạn, điềm tĩnh nhưng u buồn, như được ngắm một phong cảnh quen thuộc, gợi trong tâm hồn người nghe những ký ức đẹp đẽ vào một đêm xuân đẹp tràn đầy ánh trăng”.[5]
- Nhạc phẩm này Chopin viết tặng cho Friedrich Kalkbrenner (1785-1849). Tuy nhiên, nguồn cảm hứng chủ yếu của tác phẩm này lại là nữ ca sĩ Ba Lan Konstancja Gładkowska (1810–1889), người cùng học với Chopin năm 19 tuổi tại Trường Âm nhạc Warsaw (nay là Đại học Âm nhạc Fryderyk Chopin ở Warsaw) mà Chopin đã yêu.[12] Khi sáng tác nó, Chopin có viết cho  Tytus Woyciechowski: “... Có cái gì đó vô tình len lỏi qua mắt vào đầu tôi, làm tôi mê đắm nó, dù nó có thể sai.”[13]  Trước khi công diễn, Chopin đã thử hòa tấu với bộ dây
- Trong buổi ra mắt có khoảng 700 khán giả, bản hòa tấu do chính Chopin chơi dương cầm và Carlo Evasio Soliva chỉ huy. Ngoài ra, Chopin đã có một số trợ giúp của Ignacy Feliks Dobrzyński (1807-1867) và Tomasz Nidecki (1807-1852), trong việc dàn dựng hòa tấu.[14]

## Đánh giá

Ảnh một quảng cáo ở Đức bản Piano concerto 1 do chính Chopin biểu diễn.

Ban đầu, ý kiến về nhạc phẩm này sau khi ra mắt là khác nhau. 
- Buổi ra mắt đã được kết thúc bởi "tiếng vỗ tay vang dạy". Hôm sau, ngày 12 tháng 10 năm 1830, Kurier Warszawski đã cho là “một thành công.... một sự trọn vẹn”.
- Bảy tuần sau, tại Paris, sau khi bùng nổ chính trị ở Ba Lan, Chopin chơi bản nhạc này lần đầu tiên tại Pháp ở Salle Pleyel (phòng hòa nhạc) và đã được đón nhận tốt. François-Joseph Fétis đã viết trên tờ La Revue musicale ngày hôm sau rằng "Có nhiều cảm xúc trong giai điệu, có sự kỳ ảo và nhiều độc đáo."[15]
- Nhưng có nhà phê bình cho rằng sự hỗ trợ của dàn nhạc là không hấp dẫn, như James Huneker đã viết trong "Chopin: The Man and his Music" rằng “ ... Đây không phải là Chopin ở thời kỳ xuất sắc nhất của ông”.[16] Tuy nhiên, nhiều người khác thấy rằng phần đệm của dàn nhạc được viết cẩn thận và phù hợp với âm thanh của dương cầm.
- Khoảng 6 năm sau buổi ra mắt, Robert Schumann nhận xét trên tờ Neue Zeitschrift für Musik rằng “Chopin đã đưa hồn của Beethoven vào phòng hòa nhạc”[17] bằng tác phẩm này.
- Hiện nay, nhạc phẩm này vẫn được biểu diễn trên nhiều quốc gia. Những nghệ sĩ dương cầm xuất sắc nhất Thế giới như Arthur Rubinstein cũng như Martha Argerich và nhiều người khác đã chọn biểu diễn nhạc phẩm này. Trong Cuộc thi piano quốc tế Frédéric Chopin, nhạc phẩm này là một "đề thi" tự chọn cho vòng cuối (chung kết).

## Cấu trúc

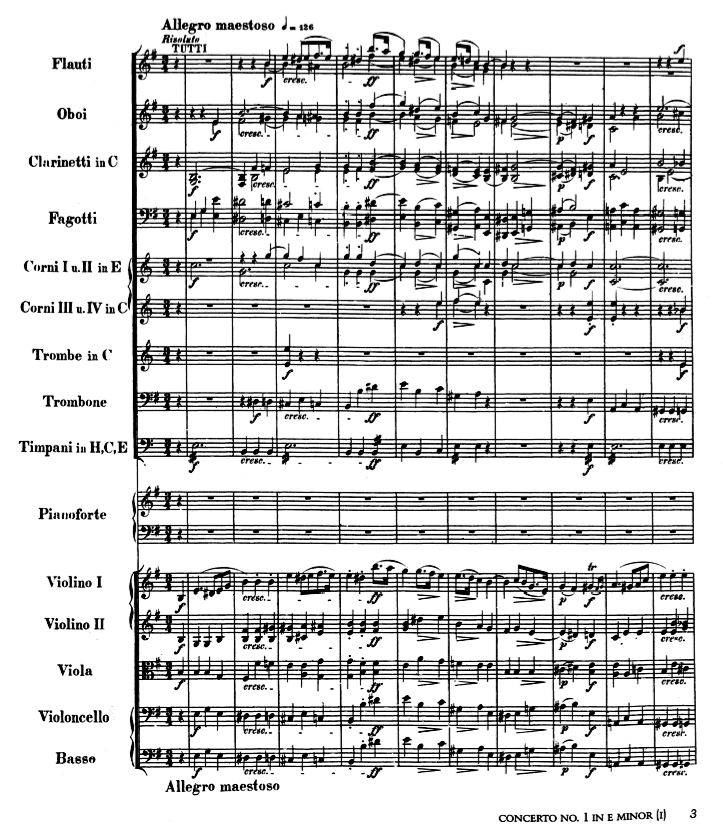
Trang đầu bản tổng phổ "Piano Concerto 1".

Piano Concerto 1 gồm ba chương, theo cấu trúc điển hình của các bản hòa tấu nhạc cụ ở thời kỳ đó:
1. Allegro maestoso
2. Romanze – Larghetto (E major)
3. Rondo – Vivace in E major

### Chương I. Allegro maestoso
(Tên chương "Allegro maestoso" cũng là chỉ dẫn cách chơi: "nhanh vừa, trang trọng"). 
Chương I thiết kế theo nhịp 3/4, tốc độ thiết kế 1/4 = 126, biểu diễn trong khoảng 20 phút, gồm ba chủ đề.
- Khởi đầu tác phẩm là môtip 1 của chủ đề 1 (chủ đề chính) do bộ dây biểu hiện trong hai nhịp đầu, sau đó cường độ tăng lên (crescendo) và  có thêm sự tham gia của tất cả nhạc cụ còn lại trừ dương cầm (xem bản tổng phổ ở hình bên). Giai điệu của môtip 1 kết hợp hoà âm tạo cảm giác không chỉ trang trọng mà còn có phần hùng vĩnh. Sau đó, môtip được nhắc lại nhưng ở cung bậc cao hơn (môtip 2), rồi nhỏ dần.
- Môtip 1 được Chopin giao phó cho các vĩ cầm với giai điệu chung như sau (hình dưới đây).

- Tiếp theo là chủ đề tương phản, nghe sáng hẳn lên vì thay đổi sang giọng Mi trưởng (E major), với biểu hiện của kèn với vai trò cụ thể: thứ nhất, chuyển đổi các chủ đề đã được trình chiếu một lần; thứ hai, đệm cho dương cầm với những hoà âm du dương, nhẹ nhàng.[11]
- Chương I có ba chủ đề, đều được khởi đầu bằng dàn nhạc. Sau  đó, dương cầm mới thể hiện chủ đề đầu tiên từ nhịp thứ 139, tiếp theo là chủ đề trữ tình thứ hai từ  nhịp thứ 155, đi kèm với mô-típ chính của chủ đề đầu tiên là đối âm trầm. Chủ đề thứ ba lúc này đã chuyển giọng sang Mi trưởng, được dàn nhạc giới thiệu trong phần trình diễn trước và dương cầm đảm nhận từ nhịp thứ 222. Sự phát triển bắt đầu ở nhịp thứ 385, với phần mở đầu bằng dương cầm chủ đề thứ hai; dàn nhạc sau đó phát triển chủ đề đầu tiên. Đến nhịp thứ 486, được tóm lược lại trên nền hoà âm của dàn nhạc biểu hiện như nền mở đầu. Tiếp theo là những biến điệu bất thường, điều chỉnh âm sắc tạo ra một hiệu ứng khác.

### Chương II. Romanze - Larghetto
Chương II không hoàn toàn ở thể loại sonata, chủ đề thứ hai của được trình bày theo mô hình cổ điển của việc tạo cao trào, rồi khi quay trở lại, được điều chỉnh thành trung tính. Chopin đã viết trong một bức thư cho Tytus rằng: “Nó không có nghĩa là để tạo ra một hiệu ứng mạnh, mà đúng hơn là tạo cảm giác lãng mạn, êm đềm và u buồn, như một ai đó đang nhớ lại nhiều kỷ niệm hạnh phúc. Đó là một loại kỉ niệm đáng tôn sùng, dưới ánh trăng của một tối mùa xuân đẹp trời”. Chương này được mô tả là "unashamedly heart-on-your-sleeve stuff" (cái đáng xấu hổ trong tim trên tay áo của mình).

### Chương III. Rondo – Vivace
Được thực hiện chậm rãi, với giai điệu như do dự và khúc mắc, với điệu Krakowiak, một điệu nhảy phổ biến lặp đi lặp lại nhiều lần trong Krakow.